# Gabriel Cabannes
Gabriel Cabannes, né le 10 octobre 1866 à Retjons et mort le 8 avril 1958 dans la même commune, est un avocat, écrivain et biographe français.

## Biographie
Il naît le 10 octobre 1866 à Retjons. Il est le fils de Jean Cabannes, géomètre de trente-sept ans, et de son épouse Jeanne Labat. Il étudie au collège de Bazas, puis le droit à Bordeaux. Il est avocat à Mont-de-Marsan pendant près de 40 ans. Ami de Vincent Foix, en 1932, il trie ses papiers et est à l'origine de leur achat par les archives départementales des Landes. Il est principalement connu pour sa Galerie des landais, ouvrage biographique de référence sur les Landes. Il meurt dans son village natal en 1958. Il est membre de la société de Borda et en est le président d'honneur de 1953 à 1958. Il effectue aussi de nombreuses recherches archéologiques. Il meurt le 8 avril 1958 dans son village natal, et Fernand Thouvignon lui dédie une nécrologie de cinq pages dans le bulletin de la Société de Borda.

## Publications
- Droit rural. Des cheptels et plus spécialement du cheptel confié au colon partiaire ou cheptel de métayage, Paris, Marchal et Billard, 1902, 140 p. (ISBN 9782016146859 et 2016146850, présentation en ligne)
- Galerie des Landais, t. I à VII, Hossegor et Mont-de-Marsan, Chabas et Lacoste, 1930-1945 (lire en ligne)
- Mont-de-Marsan et ses rues, Mont-de-Marsan, Lacoste, 1941 (réédité en 1950) (ISBN 9782307262916 et 2307262911, présentation en ligne, lire en ligne)